# I Came By
Pour plus de détails, voir Fiche technique et Distribution.
I Came By est un film britannique réalisé par Babak Anvari, sorti en 2022.

## Synopsis
Deux jeunes graffeurs s'introduisent dans un appartement de Londres appartenant à une personnalité de haute société. L'un annonce à l'autre son intention de tout arrêter afin de se consacrer à sa copine enceinte. Le second s'attaque à un haut dignitaire dans un quartier huppé de Londres et découvre au sous-sol une porte secrète qui cache un homme épuisé, dénudé et lynché...

## Fiche technique
Sauf indication contraire, les informations mentionnées dans cette section peuvent être confirmées par le générique de fin de l'œuvre audiovisuelle présentée ici, ainsi que par la base de données cinématographiques IMDb,  présente dans la section « Liens externes ».
- Titre original : I Came By (litt. « Je suis passé »)
- Réalisation : Babak Anvari
- Scénario : Babak Anvari et Namsi Khan, d'après une histoire de Babak Anvari
- Musique : : Isobel Waller-Bridge (en)
- Direction artistique : Jamie Chatziapostolou, Danny Clark	et Claire Rudkin
- Décors : Ben Smith
- Costumes : Holly Smart
- Photographie : Kit Fraser
- Montage : Matyas Fekete
- Production : Lucan Toh
- Sociétés de production : Two & Two Pictures ; Film4, Regency Enterprises et XYZ Films (productions associées)
- Société de distribution : Netflix
- Pays de production :  Royaume-Uni
- Langue originale : anglais
- Format : couleur
- Genre : thriller
- Durée : 110 minutes
- Dates de sortie :
  - Royaume-Uni : 19 août 2022 (sortie limitée)
  - Monde : 31 août 2022 (Netflix)

## Distribution
- George MacKay (VF : Martin Faliu) : Toby Nealey
- Percelle Ascott (VF : Hervé Grull) : Jameel « Jay » Agassi
- Kelly Macdonald (VF : Anneliese Fromont) : Lizzie Nealey
- Hugh Bonneville (VF : Patrick Bonnel) : Hector Blake
- Varada Sethu (VF : Jessie Lambotte) : Naserine « Naz » Raheem
- Antonio Aakeel (en) (VF : Paolo Domingo) : Faisal
- Yazdan Qafouri (VF : David Dos Santos) : Omid
- Franc Ashman (VF : Isabelle Leprince) : Ella Lloyd
- Anthony Calf : le commissaire William Roy
- Jonathan Coy : le proviseur
- Narges Rashidi : Dorsa, une voisine

## Production
Le tournage a lieu à Londres, en Angleterre.

## Sortie et accueil
I Came By sort le 19 août 2022 au Royaume-Uni, avant d'être diffusé à partir du 31 août de la même année sur la plateforme Netflix,,.